# IC 4742
IC 4742 ist eine elliptische Galaxie vom Hubble-Typ E1 im Sternbild Pfau am Südsternhimmel. Sie ist schätzungsweise 194 Millionen Lichtjahre von der Milchstraße entfernt und hat einen Durchmesser von etwa 100.000 Lj.

Im selben Himmelsareal befinden sich u. a. die Galaxien IC 4730, IC 4744, IC 4748, IC 4749.
Das Objekt wurde am 20. Juli 1901 vom US-amerikanischen Astronomen DeLisle Stewart entdeckt.